# АБЦ технике
АБЦ технике је било гласило Народне технике СР Хрватске. Излазило је десет пута годишње (једном месечно у току школске године) на формату А5. Сваки број је имао 32 унутрашње стране (двобојна штампа) и корице (у боји), а у средини је обично био посебан прилог већег формата, на коме су се налазили технички цртежи за пројекте. Писмо је било латиница. Први број је изашао 1957. године.
Главне теме су биле везане за наставу општег техничког образовања, радио-технику, авиомоделарство, бродомоделарство, а било је и чланака из свих осталих техничких наука.